# Diogo Ualisson
Diogo Ualisson Jerônimo da Silva (Rio de Janeiro, 8 de outubro de 1992) é um atleta paralímpico brasileiro e recordista mundial. 
Conquistou a medalha de ouro nos Jogos Paralímpicos de Verão de 2016 no Rio de Janeiro, representando seu país na categoria 4x100 metros masculino.